# Handball aux Jeux olympiques d'été de 1976
Navigation
Munich 1972 Moscou 1980
Les matchs de l'épreuve de handball des Jeux olympiques d'été de 1976 se sont déroulés à Montréal au Canada du 18 au 28 juillet 1976. C'est la première fois que les femmes participent à cette épreuve olympique et la troisième fois chez les hommes.
La compétition est remportée par l'URSS à la fois chez les femmes et chez les hommes. Le premier tournoi féminin est archi-dominé par les Soviétiques qui remportent tranquillement le mini-championnat qui oppose les six équipes présentes, avec cinq victoires et une moyenne de huit buts encaissés par match. 
Du côté des hommes, la Roumanie loupe une nouvelle fois le coche après avoir encore remporté le Championnat du monde deux ans plus tôt. Cette fois, les Roumains plient en finale face à l'URSS qui n'a jamais tremblé, menant 10 à 6 à la mi-temps pour finalement l'emporter 19 à 15. La troisième place est remportée par la Pologne face à la RFA (21-18).

## Effectifs

### Médaillés
| Épreuves         | Or | Argent | Bronze |
| ---------------- | --- | --- | --- |
| Tournoi masculin | Union soviétique Alexandre Anpilogov Evgeni Chernichov Anatoli Fedioukine Valeri Gassi Mikhaïl Ichtchenko Vassili Iline Iouri Kidyaev Iouri Klimov Sergueï Kouchniriouk Vladimir Kravtsov Iouri Lahoutine Vladimir Maksimov Oleksandr Rezanov Mykola Tomyne Sélectionneur : A. Evtouchenko             | Roumanie Ștefan Birtalan Adrian Cosma Cezar Drăgăniță Alexandru Fölker Cristian Gațu Mircea Grabovschi Roland Gunesch Gabriel Kicsid Ghiță Licu Nicolae Munteanu Cornel Penu Werner Stockl Constantin Tudosie Radu Voina Sélectionneurs : Niculae Nedeff               | Pologne Zdzisław Antczak Piotr Cieśla Jan Gmyrek Alfred Kałuziński Jerzy Klempel Zygfryd Kuchta Jerzy Melcer Ryszard Przybysz Henryk Rozmiarek Andrzej Sokołowski Andrzej Szymczak Mieczysław Wojczak Włodzimierz Zieliński Sélectionneur : Janusz Czerwiński |
| Tournoi féminin  | Union soviétique Lioubov Berejnaïa Lioudmila Bobrous Aldona Česaitytė Rafiga Chabanova Lioudmila Choubina Tatiana Glouchtchenko Larissa Karlova Maria Litochenko Nina Lobova Tatiana Makarets Lioudmyla Pantchouk Natalia Tcherstiouk Zinaïda Tourtchina Halina Zakharova Entraîneur : Igor Tourtchine | Allemagne de l'Est Gabriele Badorek Hannelore Burosch Roswitha Krause Waltraud Kretzschmar Evelyn Matz Liane Michaelis Eva Paskuy Kristina Richter Christina Rost Silvia Siefert Marion Tietz Petra Uhlig Christina Voß Hannelore Zober Entraîneur : Peter Kretzschmar | Hongrie Éva Angyal Mária Berzsenyi Ágota Bujdosó Klára Csík Zsuzsanna Kézi Katalin Laki Rozália Lelkes Mária Megyeri Ilona Nagy Marianna Nagy Erzsébet Neméth Amália Sterbinszky Borbála Tóth Harsányi Mária Vadász Entraîneur : Bódog Török                  |

### Autres effectifs masculins
- 4e,  Allemagne de l'Ouest : Gerd Becker, Günter Böttcher, Heiner Brand, Bernhard Busch, Joachim Deckarm, Arno Ehret, Jürgen Hahn, Manfred Hofmann, Peter Jaschke, Peter Kleibrink, Kurt Klühspies, Rudi Rauer, Horst Spengler, Walter von Oepen. Entraîneur :  Vlado Stenzel
- 5e,  Yougoslavie : Abas Arslanagić, Vlado Bojović, Hrvoje Horvat, Milorad Karalić, Radivoj Krivokapić, Zdravko Miljak, Željko Nimš, Radisav Pavićević, Branislav Pokrajac, Nebojša Popović, Zdravko Rađenović, Zvonimir Serdarušić, Predrag Timko, Zdenko Zorko. Entraîneur : Ivan Snoj
- 6e,  Hongrie : Béla Bartalos, Ferenc Buday, Ernő Gubányi, László Jánovszki, József Kenyeres, Zsolt Kontra, Péter Kovács, Mihály Sűvöltős, István Szilágyi , István Varga, Károly Vass, Gábor Verőci, Zoltán Bartalos, Pál Kocsis. Entraîneur : Mihály Faludi
- 7e,  Tchécoslovaquie : Bohumil Cepák, Jozef Dobrotka, Vladimír Haber, Jiří Hanzl, Vladimír Jarý, Jiří Kavan, Jindřich Krepindl, Jiří Liška, Pavel Mikeš, Ján Packa, Jaroslav Papiernik, Ivan Satrapa, František Šulc, Štefan Katušák. Entraîneur : Jiří Vícha
- 8e,  Danemark : Søren Andersen, Lars Bock, Anders Dahl-Nielsen, Jørgen Frandsen, Claus From, Henrik Jacobsgaard, Palle Jensen, Kay Jørgensen, Bent Larsen, Thor Munkager, Thomas Pazyj, Jesper Petersen, Johnny Piechnik, Morten Stig Christensen. Entraîneur : Jørgen Gaarskjær
- 9e,  Japon : Kenji Fujinaka, Seimei Gamo, Hiroshi Hanawa, Hiroshi Honda, Toyohiko Hozumi, Satoshi Kikuchi, Minoru Kino, Kozo Matsubara, Takezo Nakai, Kenichi Sasaki, Yoji Sato, Masaaki Shibata. Entraîneur : Tomoaki Takeno
- 10e,  États-Unis : Richard Abrahamson, Roger Baker, Peter Buehning Jr., Randolph Dean, Robert Dean, Vincent DiCalogero, Ezra Glantz, William Johnson, Patrick O'Neill, Sandor Rivnyak, James Rogers, Kevin Serrapede, Robert Sparks, Harry Winkler. Entraîneur : Dennis Berkholtz
- 11e,  Canada : Wolfgang Blankenau, Christian Chagnon, François Dauphin, Hugues de Roussan, Pierre Désormeaux, Pierre Ferdais, Robert Johnson, Richard Lambert, Claude Lefebvre, Danny Power, Pierre St. Martin, Stan Thorseth, Luc Tousignant, Claude Viens. Entraîneur :  Eugen Trofin
- forfait,  Tunisie : Mohamed Abdel Khaled (en), Khaled Achour (en), Habib Ammar (en), Ahmed Bechir Bel Hadj (en), Abderraouf Ben Samir (en), Moncef Besbes (en), Raouf Chabchoub, Slaheddine Deguechi (en), Mohamed Naceur Jelili (en), Mounir Jelili, Habib Kheder (en), Lotfi Rebaï (en). Entraîneur :  Ion Popescu (de)

### Autres effectifs féminins
- 4e  Roumanie : Simona Arghir, Doina Cojocaru, Maria Bosi, Doina Furcoi, Iuliana Hobincu, Elisabeta Ionescu, Viorica Ionică, Georgeta Lăcustă, Christine Petrovici, Magdolna Miklós. Entraîneur : Constantin Popescu
- 5e  Japon : Eiko Kawada, Emiko Yamashita, Hiroko Kosahara, Hitomi Matsushita, Kuriko Komori, Mihoko Hozumi, Mikiko Kato, Nanami Kino, Natsue Shimada, Shoko Wada, Terumi Kurata, Tokuko Kubo
- 6e  Canada : Danielle Chenard, Denise Lemaire, Francine Boulay-Parizeau, Hélène Tétreault, Joanes Rail, Johanne Valois, Louise Beaumont, Louise Hurtubise, Lucie Balthazar, Manon Charette, Mariette Houle, Monique Prud'homme, Nicole Genier, Nicole Robert.

### Arbitres
La Fédération internationale de handball (IHF) a sélectionné 12 binômes d'arbitres pour les deux tournois :
- Edgar Reichel (2) et Wilfried Tetens (2)
- Otto Falk (2) et Hans Rosmanith (2)
- Carl-Olov Nilsson et Leif Olsson (en) (2)
- Jack Falk Rodil (2) et Kurt Emil Ohlsen
- Henning Svensson et Jan Christensen
- Øivind Bolstad et John Larsen
- Andris Vitols et Jānis Ķuzulis
- Hansruedi Rykart et Hansueli Ischer
- Milan Valčić (2) et Miodrag Stanojević
- H. Hensel et Peter Rauchfuß
- Vasile Sidea (2) et Pantele Cîrligeanu (2)
- László Marki (2) et Gyorgy Fülöp

Dix arbitres ont précédemment officié à Munich en 1972.

## Sites
Le tournoi olympique s'est déroulé surs trois sites :
- le Centre Claude Robillard à Montréal ;
- le Palais des sports, Sherbrooke ;
- le Pavillon de l'éducation physique et des sports de l'Université Laval à Québec.

## Tournoi olympique masculin

### Modalités
Les douze équipes qualifiées sont réparties en deux poules. Chaque équipe se rencontre une fois et à l'issue de cette première phase, les premiers de chaque poule s'opposent pour déterminer le champion olympique, les deux deuxièmes s'opposent pour déterminer la médaille de bronze et ainsi de suite.

### Équipes qualifiées
Du fait de l'introduction d'un tournoi féminin, le nombre d'équipes masculines est réduite à douze contre seize en 1972. Ainsi, seules deux équipes sont directement qualifiée : le pays-hôte (le Canada) et le vainqueur du Championnat du monde 1974 (la Roumanie). Toutes les autres nations doivent passer par les qualifications continentales.
| Nation               | Compétition                            | Qualification    |
| -------------------- | -------------------------------------- | ---------------- |
| Canada               | -                                      | Pays hôte        |
| Roumanie             | Championnat du monde 1974              | Vainqueur        |
| Yougoslavie          | Tournois de qualification européens    | 1er du groupe A  |
| Tchécoslovaquie      | Tournois de qualification européens    | 1er du groupe B  |
| Hongrie              | Tournois de qualification européens    | 1er du groupe C  |
| Union soviétique     | Tournois de qualification européens    | 1er du groupe D  |
| Allemagne de l'Ouest | Tournois de qualification européens    | 1er du groupe E  |
| Pologne              | Tournois de qualification européens    | 1er du groupe F  |
| Danemark             | Tournois de qualification européens    | 1er du groupe G  |
| Japon                | Tournoi de qualification asiatique     | Vainqueur        |
| États-Unis           | Tournoi de qualification américain     | Seul participant |
| Tunisie              | Championnat d'Afrique des nations 1976 | Vainqueur        |

Si les meilleures nations parviennent à se qualifier, l'Allemagne de l'Est, finaliste du Championnat du monde 1974, est éliminée à la différence de buts par l'Allemagne de l'Ouest (seulement 9e au Mondial), tandis que la Suède, battue par la Tchécoslovaquie, rate sa première compétition internationale depuis le début du handball.
À noter que dans le but de préparer au mieux ces Jeux olympiques, les clubs soviétiques, est-allemands (sic), roumains et hongrois n'ont pas participé à la Coupe d'Europe des clubs champions.

### Groupe A
Dans la première poule, le Danemark, le Japon et le Canada sont très vite dépassés dans la course aux médailles. Les Yougoslaves battent les Soviétiques (20-18) qui l'emportent face à l'Allemagne de l'Ouest (18-16). Dans le dernier match du groupe, la Yougoslavie, peu concentrée et ratant de nombreux tirs, se fait surprendre par les Allemands de l'Ouest (18-17). Dès lors, trois équipes, l'URSS, l'Allemagne de l'Ouest et la Yougoslavie, terminent à égalité de points et sont départagées à la différence de buts générale : l'Union soviétique, qui avait démoli le Canada 25 à 9 et le Japon 26 à 16, s'empare de la première place, l'Allemagne de l'Ouest joue pour la médaille de bronze tandis que le champion en titre yougoslave doit se contenter du match pour la cinquième place.
|     | Équipe               | Pts | J | G | N | P | Bp  | Bc  | Diff |
| --- | -------------------- | --- | - | - | - | - | --- | --- | ---- |
| 1er | Union soviétique     | 8   | 5 | 4 | 0 | 1 | 111 | 77  | 34   |
| 2e  | Allemagne de l'Ouest | 8   | 5 | 4 | 0 | 1 | 97  | 76  | 21   |
| 3e  | Yougoslavie (T)      | 8   | 5 | 4 | 0 | 1 | 110 | 93  | 17   |
| 4e  | Danemark             | 4   | 5 | 2 | 0 | 3 | 92  | 102 | -10  |
| 5e  | Japon                | 2   | 5 | 1 | 0 | 4 | 96  | 111 | -15  |
| 6e  | Canada               | 0   | 5 | 0 | 0 | 5 | 75  | 122 | -47  |

- Qualifié pour la finale.
- Qualifié pour le match pour la 3e place.
- Qualifié pour les matches de classements.
- T : Tenant du titre.

| Date            | Équipe 1             | Score   | Équipe 2         |
| --------------- | -------------------- | ------- | ---------------- |
| 18 juillet 1976 | Union soviétique     | 26 – 16 | Japon            |
| 18 juillet 1976 | Yougoslavie          | 22 – 18 | Canada           |
| 18 juillet 1976 | Allemagne de l'Ouest | 18 – 14 | Danemark         |
| 20 juillet 1976 | Allemagne de l'Ouest | 19 – 16 | Japon            |
| 20 juillet 1976 | Yougoslavie          | 25 – 17 | Danemark         |
| 20 juillet 1976 | Union soviétique     | 25 – 09 | Canada           |
| 22 juillet 1976 | Yougoslavie          | 20 – 18 | Union soviétique |
| 22 juillet 1976 | Allemagne de l'Ouest | 26 – 11 | Canada           |
| 22 juillet 1976 | Danemark             | 21 – 17 | Japon            |
| 24 juillet 1976 | Danemark             | 24 – 18 | Canada           |
| 24 juillet 1976 | Allemagne de l'Ouest | 16 – 18 | Union soviétique |
| 24 juillet 1976 | Yougoslavie          | 26 – 22 | Japon            |
| 26 juillet 1976 | Allemagne de l'Ouest | 18 – 17 | Yougoslavie      |
| 26 juillet 1976 | Japon                | 25 – 19 | Canada           |
| 26 juillet 1976 | Union soviétique     | 24 – 16 | Danemark         |

### Groupe B
Dans l'autre poule, la Roumanie, après avoir remporté ses deux premiers matches, se fait peur face Tchécoslovaquie (match nul) avant d'assurer la première place en s'imposant 17 à 15 lors de la "finale" du groupe face à la Pologne. Les Polonais, vainqueurs des Hongrois et des Tchécoslovaques, terminent à la deuxième place.
À noter que la délégation délégation tunisienne participe à la compétition du 18 au 20 juillet 1976 avant de les boycotter comme d'autres nations en raison de la participation de l'Afrique du Sud.
|     | Équipe          | Pts | J | G | N | P | Bp | Bc  | Diff |
| --- | --------------- | --- | - | - | - | - | -- | --- | ---- |
| 1er | Roumanie        | 7   | 4 | 3 | 1 | 0 | 91 | 71  | 20   |
| 2e  | Pologne         | 6   | 4 | 3 | 0 | 1 | 80 | 71  | 9    |
| 3e  | Hongrie         | 4   | 4 | 2 | 0 | 2 | 92 | 82  | 10   |
| 4e  | Tchécoslovaquie | 4   | 4 | 1 | 1 | 2 | 85 | 82  | 3    |
| 5e  | États-Unis      | 0   | 4 | 0 | 0 | 4 | 80 | 122 | -42  |
| /   | Tunisie         | /   | / | / | / | / | 00 | 00  |      |

- Qualifié pour la finale.
- Qualifié pour le match pour la 3e place.
- Qualifié pour les matches de classement.
- Forfait.

| Date            | Équipe 1        | Score           | Équipe 2        |
| --------------- | --------------- | --------------- | --------------- |
| 18 juillet 1976 | Roumanie        | 23 – 18         | Hongrie         |
| 18 juillet 1976 | Tchécoslovaquie | 28 – 20         | États-Unis      |
| 18 juillet 1976 | Pologne         | 26 – 12         | Tunisie         |
| 20 juillet 1976 | Tchécoslovaquie | 21 – 09         | Tunisie         |
| 20 juillet 1976 | Roumanie        | 32 – 19         | États-Unis      |
| 20 juillet 1976 | Pologne         | 18 – 16         | Hongrie         |
| 22 juillet 1976 | Hongrie         | 36 – 21         | États-Unis      |
| 22 juillet 1976 | Pologne         | 21 – 18         | Tchécoslovaquie |
| 22 juillet 1976 | Roumanie        | forfait Tunisie | Tunisie         |
| 24 juillet 1976 | Pologne         | 26 – 20         | États-Unis      |
| 24 juillet 1976 | Roumanie        | 19 – 19         | Tchécoslovaquie |
| 24 juillet 1976 | Hongrie         | forfait Tunisie | Tunisie         |
| 26 juillet 1976 | Hongrie         | 22 – 20         | Tchécoslovaquie |
| 26 juillet 1976 | Roumanie        | 17 – 15         | Pologne         |
| 26 juillet 1976 | États-Unis      | forfait Tunisie | Tunisie         |

### Matchs de classement
| Match                   | Date et heure          | Équipe 1    | Score           | Équipe 2        | Source   |
| ----------------------- | ---------------------- | ----------- | --------------- | --------------- | -------- |
| Match pour la 5e place  | 27 juillet 1976, 19h00 | Yougoslavie | 21 – 19 (11-9)  | Hongrie         | Officiel |
| Match pour la 7e place  | 27 juillet 1976, 15h30 | Danemark    | 21 – 25 (13-11) | Tchécoslovaquie | Officiel |
| Match pour la 9e place  | 27 juillet 1976, 14h00 | Japon       | 27 – 20 (12-8)  | États-Unis      | Officiel |
| Match pour la 11e place | non disputé            | Canada      | forfait Tunisie | Tunisie         | Officiel |

### Match pour la3eplace
Dans le match pour la médaille de bronze, la Pologne s'impose 21 à 18 aux dépens de l'Allemagne de l'Ouest grâce notamment aux six buts de Jerzy Klempel, qui aurait terminé meilleur buteur du tournoi si ses quinze buts contre la Tunisie n'avaient pas été effacés après le forfait de celle-ci.
| 28 juillet 1976 14h45 | Allemagne de l'Ouest    | 18 – 21 | Pologne               | Forum de Montréal, Montréal |
| 28 juillet 1976 14h45 | Busch, Deckarm, Ehret 4 | (9-11)  | Kałuziński, Klempel 6 | Forum de Montréal, Montréal |
| 28 juillet 1976 14h45 | Olympedia LA84          |         |                       | Forum de Montréal, Montréal |

### Finale
En finale, les Roumains, quadruple champions du monde, font clairement figure de favoris face à des Soviétiques dont la meilleure performance était une quatrième place au Mondial 1967 puis aux Jeux olympiques de 1972. Mais l'équipe soviétique a réussi à très bien maîtriser le meneur de jeu Cristian Gațu et à limiter la réussite de Ștefan Birtalan qui ne parvient à marquer qu'à trois reprises alors qu'il avait jusqu'alors inscrit une moyenne de 6 buts par match. Ainsi, après 20 minutes, l'URSS avait déjà creusé l'écart (8-3), la mi-temps étant conclue sur un score de 10 à 6. Si la seconde période a été plus équilibrée, jamais le résultat final n'a été remis en cause et l'URSS d'Anatoli Evtouchenko remporte son premier titre sur le score de 19 à 15. 
| 30 juillet 1976 18h30 | Union soviétique | 19 – 15             | Roumanie           | Forum de Montréal, Montréal Affluence : 3 000 Arbitrage : Reichel, Tetens |
| 30 juillet 1976 18h30 | Valeri Gassi 6   | (10-6)              | Grabovschi, Licu 4 | Forum de Montréal, Montréal Affluence : 3 000 Arbitrage : Reichel, Tetens |
| 30 juillet 1976 18h30 | ×2 ×5            | Olympedia LA84 FFHB | ×1 ×2              | Forum de Montréal, Montréal Affluence : 3 000 Arbitrage : Reichel, Tetens |

| Union soviétique - gardiens de buts : Mikhaïl Ichtchenko, Mykola Tomyne - joueurs de champs : Valeri Gassi (6) - Vladimir Maksimov (4, Iouri Kidyaev (3, ), Vladimir Kravtsov (2, ), Alexandre Anpilogov 2, Evgeni Chernichov (2, ), Iouri Klimov (1, ), Anatoli Fedioukine (0), Sergueï Kouchniriouk (0, ), Oleksandr Rezanov (0, ) - Entraîneur : Anatoli Evtouchenko. | - Roumanie - gardiens de buts : Cornel Penu, Nicolae Munteanu () - joueurs de champs : Ghiță Licu (4), Mircea Grabovschi (4), Ștefan Birtalan (3), Gabriel Kicsid (2), Adrian Cosma (1), Werner Stockl (1), Cristian Gațu (0), Radu Voina ( ), Roland Gunesch (0), Constantin Tudosie (0). - Entraîneur : Niculae Nedeff. |

### Classement final
| Rang                                | Nation               |
| ----------------------------------- | -------------------- |
| Médaille d'or, Jeux olympiques      | Union soviétique     |
| Médaille d'argent, Jeux olympiques  | Roumanie             |
| Médaille de bronze, Jeux olympiques | Pologne              |
| 4e                                  | Allemagne de l'Ouest |
| 5e                                  | Yougoslavie          |
| 6e                                  | Hongrie              |
| 7e                                  | Tchécoslovaquie      |
| 8e                                  | Danemark             |
| 9e                                  | Japon                |
| 10e                                 | États-Unis           |
| 11e                                 | Canada               |
| Forfait                             | Tunisie              |

### Meilleurs buteurs
| Rang | Joueur             | Nation               | MJ | Total | Ch. | 7m |
| ---- | ------------------ | -------------------- | -- | ----- | --- | -- |
| 1    | Ștefan Birtalan    | Roumanie             | 5  | 32    | 18  | 14 |
| 1    | Bent Larsen        | Danemark             | 6  | 32    | 13  | 19 |
| 3    | Zdravko Miljak     | Yougoslavie          | 6  | 30    | 17  | 13 |
| 4    | Joachim Deckarm    | Allemagne de l'Ouest | 6  | 28    | 20  | 8  |
| 5    | Kenji Fujinaka     | Japon                | 6  | 26    | 26  | 0  |
| 6    | Valeri Gassi       | Union soviétique     | 5  | 25    | 19  | 6  |
| 6    | Pavel Mikeš        | Tchécoslovaquie      | 5  | 25    | 15  | 10 |
| 8    | Richard Abrahamson | États-Unis           | 5  | 24    | 24  | 0  |
| 8    | Randolph Dean      | États-Unis           | 4  | 24    | 18  | 6  |
| 10   | Jerzy Klempel      | Pologne              | 5  | 23    | 19  | 4  |
| 10   | Vladimir Maksimov  | Union soviétique     | 6  | 23    | 13  | 10 |

Remarque : avec 38 buts, Jerzy Klempel aurait terminé meilleur buteur du tournoi si ses quinze buts contre la Tunisie n'avaient pas été effacés après le forfait de celle-ci.

## Tournoi olympique féminin

### Modalités
Les six équipes qualifiées sont placées dans une poule unique. Chaque équipe se rencontre une fois et à l'issue de la compétition, le classement de la poule établit le classement final.

### Équipes qualifiées
Les modalités de qualification de la sixième et dernière équipe (après le pays hôte et les quatre premiers du Championnat du monde 1975) a fait l'objet d'âpres discussions entre la fédération internationale (qui voulait qualifier le cinquième du Championnat du monde 1975) et certaines fédérations nationales et notamment les États-Unis qui ont fait la contre-proposition de qualifier le vainqueur d'un tournoi groupant les champions d'Afrique, d'Asie et d'Amérique. C'est cette dernière proposition, par ailleurs soutenue par la France, qui a été retenue avec 25 voix ; la proposition de l'IHF recueillant 10 voix et contre 12 pour celle de la Finlande (qui proposait une solution intermédiaire, à savoir le vainqueur d'un match opposant le cinquième des Championnats du monde 1975 au vainqueur du tournoi Afrique, Asie, Amérique).
Le tournoi de qualification olympique, disputé aux États-Unis moins de 3 semaines avant le début du tournoi olympique, a été remporté par le Japon (vainqueur du tournoi de qualification asiatique 1975) face aux États-Unis (seule équipe des Amériques) et à la Tunisie (vainqueur du Championnat d'Afrique 1976).
Ainsi, les six équipes qualifiées sont :
| Nation             | Compétition                        | Qualification |
| ------------------ | ---------------------------------- | ------------- |
| Canada             | —                                  | Pays hôte     |
| Allemagne de l'Est | Championnat du monde 1975          | Vainqueur     |
| Union soviétique   | Championnat du monde 1975          | Finaliste     |
| Hongrie            | Championnat du monde 1975          | 3e place      |
| Roumanie           | Championnat du monde 1975          | 4e place      |
| Japon              | Tournoi de qualification olympique | Vainqueur     |

### Compétition
|                                     | Équipe             | Pts | J | G | N | P | Bp | Bc  | Diff |
| ----------------------------------- | ------------------ | --- | - | - | - | - | -- | --- | ---- |
| Médaille d'or, Jeux olympiques      | Union soviétique   | 10  | 5 | 5 | 0 | 0 | 92 | 40  | 52   |
| Médaille d'argent, Jeux olympiques  | Allemagne de l'Est | 7   | 5 | 3 | 1 | 1 | 89 | 47  | 42   |
| Médaille de bronze, Jeux olympiques | Hongrie            | 7   | 5 | 3 | 1 | 1 | 85 | 55  | 30   |
| 4e                                  | Roumanie           | 4   | 5 | 2 | 0 | 3 | 73 | 83  | -10  |
| 5e                                  | Japon              | 2   | 5 | 1 | 0 | 4 | 72 | 115 | -43  |
| 6e                                  | Canada             | 0   | 5 | 0 | 0 | 5 | 35 | 106 | -71  |

| Date            | Équipe 1           | Score   | Équipe 2         |
| --------------- | ------------------ | ------- | ---------------- |
| 20 juillet 1976 | Hongrie            | 25 – 18 | Japon            |
| 20 juillet 1976 | Union soviétique   | 21 – 03 | Canada           |
| 20 juillet 1976 | Allemagne de l'Est | 18 – 12 | Roumanie         |
| 22 juillet 1976 | Union soviétique   | 14 – 08 | Roumanie         |
| 22 juillet 1976 | Allemagne de l'Est | 24 – 10 | Japon            |
| 22 juillet 1976 | Hongrie            | 24 – 03 | Canada           |
| 24 juillet 1976 | Allemagne de l'Est | 29 – 04 | Canada           |
| 24 juillet 1976 | Roumanie           | 21 – 20 | Japon            |
| 24 juillet 1976 | Union soviétique   | 12 – 09 | Hongrie          |
| 26 juillet 1976 | Roumanie           | 17 – 11 | Canada           |
| 26 juillet 1976 | Allemagne de l'Est | 07 – 07 | Hongrie          |
| 26 juillet 1976 | Union soviétique   | 31 – 09 | Japon            |
| 28 juillet 1976 | Japon              | 15 – 15 | Canada           |
| 28 juillet 1976 | Hongrie            | 20 – 15 | Roumanie         |
| 28 juillet 1976 | Allemagne de l'Est | 11 – 14 | Union soviétique |

### Meilleures marqueuses
| Rang | Joueuse             | Nation             | MJ | Total | Ch. | 7m |
| ---- | ------------------- | ------------------ | -- | ----- | --- | -- |
| 1    | Terumi Kurata       | Japon              | 5  | 28    | 10  | 18 |
| 2    | Kristina Richter    | Allemagne de l'Est | 5  | 27    | 16  | 11 |
| 3    | Tatiana Makarets    | Union soviétique   | 5  | 24    | 19  | 5  |
| 4    | Zinaïda Tourtchyna  | Union soviétique   | 5  | 22    | 14  | 8  |
| 5    | Amália Sterbinszky  | Hongrie            | 5  | 18    | 9   | 9  |
| 6    | Roswitha Krause     | Allemagne de l'Est | 5  | 16    | 14  | 2  |
| 7    | Hitomi Matsushita   | Japon              | 5  | 15    | 12  | 3  |
| 8    | Marion Tietz        | Allemagne de l'Est | 5  | 14    | 14  | 0  |
| 8    | Magdalena Miklos    | Roumanie           | 5  | 14    | 14  | 0  |
| 10   | Lioudmyla Pantchouk | Union soviétique   | 5  | 13    | 13  | 0  |
| 10   | Maria Bosi (ro)     | Roumanie           | 5  | 13    | 13  | 0  |